# 王良增十
HD 224893，又名BD+60 2657，SAO 21009、HR 9085，是一颗恒星，视星等为5.55，位于銀經116.97，銀緯-1.07，其B1900.0坐标为赤經23h 56m 30.6s，赤緯+60° -1.07′ 58″。